# Форт Джоунс (град, Калифорния)
Форт Джоунс (на английски: Fort Jones) е град в окръг Сискию, щата Калифорния, САЩ. Форт Джоунс е с население от 692 жители (по приблизителна оценка от 2017 г.) и обща площ от 1,6 km². Намира се на 842 m надморска височина. ЗИП кодовете му са 96032, а телефонният му код е 530.